# Viscacharatte
Die Viscacharatte (Octomys mimax) ist eine in Südamerika lebende Nagetierart aus der Familie der Trugratten (Octodontidae). Mit dem Viscacha ist sie nicht näher verwandt.
Viscacharatten erreichen eine Kopfrumpflänge von 14 bis 18 Zentimetern, der Schwanz wird 13 bis 16 Zentimeter lang und endet in einer buschigen Quaste. Das Gewicht variiert zwischen 120 und 145 Gramm. Das Fell dieser Tiere ist an der Oberseite hellbraun gefärbt, der Bauch und die Füße sind weiß gefärbt.
Diese Tiere kommen nur im nordwestlichen Argentinien in den Provinzen Catamarca, La Rioja, San Juan und dem Norden von Mendoza vor. Ihr Lebensraum sind Berghänge und die steppenhafte Monte-Region, insgesamt bewohnt sie relativ trockene Habitate.
Über die Lebensweise dieser Nagetiere ist sehr wenig bekannt. Sie sind nachtaktiv und verbringen den Tag schlafend in ihren Erdbauen. Sie sind Pflanzenfresser, das Weibchen kann mehrmals im Jahr einen Wurf austragen.
Auch über den Gefährdungsgrad ist wenig bekannt. Die Art gilt als selten, es gibt aber keine Anzeichen, dass menschengemachte Gründe hinter dieser Seltenheit stehen. Die IUCN listet sie als ungefährdet, das ist aber veraltet.